# Bronson Webb
Bronson John Webb (Londra, 20 febbraio 1983) è un attore britannico.

## Filmografia

### Cinema
- Stone Man, regia di Stephen Cookson (1996)
- Pure, regia di Gillies MacKinnon (2002)
- Harry Potter e il prigioniero di Azkaban (Harry Potter and the Prisoner of Azkaban), regia di Alfonso Cuarón (2004)
- Le crociate - Kingdom of Heaven (Kingdom of Heaven), regia di Ridley Scott (2005)
- Chromophobia, regia di Martha Fiennes (2005)
- The Lives of the Saints, regia di Chris Cottam e Rankin (2006)
- Venus, regia di Roger Michell (2006)
- Rabbit Fever, regia di Ian Denyer (2006)
- Sugarhouse, regia di Gary Love (2007)
- Espiazione (Atonement), regia di Joe Wright (2007)
- La rapina perfetta (The Bank Job), regia di Roger Donaldson (2008)
- Il cavaliere oscuro (The Dark Knight), regia di Christopher Nolan (2008)
- Cass, regia di Jon S. Baird (2008)
- Eden Lake, regia di James Watkins (2008)
- The Disappeared, regia di Johnny Kevorkian (2008)
- RocknRolla, regia di Guy Ritchie (2008)
- Clubbed, regia di Neil Thompson (2008)
- Dead Man Running, regia di Alex De Rakoff (2009)
- Robin Hood, regia di Ridley Scott (2010)
- Pirati dei Caraibi - Oltre i confini del mare (Pirates of the Caribbean: On Stranger Tides), regia di Rob Marshall (2011)
- Payback Season, regia di Danny Donnelly (2012)
- Pusher, regia di Luis Prieto (2012)
- Still Life, regia di Uberto Pasolini (2013)
- Kill Your Friends, regia di Owen Harris (2015)
- Victor - La storia segreta del dott. Frankenstein (Victor Frankenstein), regia di Paul McGuigan (2015)
- Pan - Viaggio sull'isola che non c'è (Pan), regia di Joe Wright (2015)
- Rogue One: A Star Wars Story, regia di Gareth Edwards (2016)
- Kill Ben Lyk, regia di Erwan Marinopoulos (2018)
- Holmes & Watson - 2 de menti al servizio della regina (Holmes & Watson), regia di Etan Cohen (2018)
- Rise of the Footsoldier - Origins, regia di Nick Nevern (2021)
- The Batman, regia di Matt Reeves (2022)
- Canyon del Muerto, regia di Coerte Voorhees (2022)
- Back to Black, regia di Sam Taylor-Johnson (2024)

### Televisione
- Metropolitan Police (The Bill) – serie TV, 4 episodi (1994-2002)
- The Famous Five – serie TV, 1 episodio (1996)
- Hope & Glory – serie TV, 2 episodi (1999)
- Harry and Cosh – serie TV, 1 episodio (2000)
- Big Train – serie TV, 1 episodio (2002)
- Out of Control – film TV (2002)
- Waking the Dead – serie TV, 2 episodi (2003)
- Doctors – serie TV, 1 episodio (2004)
- The Commander: Blackdog – film TV (2005)
- Fingersmith – miniserie TV (2005)
- Eleventh Hour – serie TV, 1 episodio (2006)
- Murphy's Law – serie TV, 3 episodi (2007)
- No Heroics – serie TV, 1 episodio (2008)
- Lead Balloon – serie TV, 1 episodio (2008)
- Gunrush – film TV (2009)
- I Tudors (The Tudors) – serie TV, 1 episodio (2010)
- Il Trono di Spade (Game of Thrones) – serie TV, stagione 1, 1 episodio (2011)
- Lewis – serie TV, 1 episodio (2012)
- Cuffs – serie TV, 2 episodi (2015)
- Il giovane ispettore Morse (Endeavour) – serie TV, episodio 3x04 (2016)
- The Aliens – serie TV, 5 episodi (2016)
- Count Arthur Strong – serie TV, 1 episodio (2017)
- Strike – serie TV, 3 episodi (2017)
- Motherland – serie TV, 1 episodio (2017)
- Ted Lasso – serie TV, 23 episodi (2020-2023)

## Doppiatori italiani
Nelle versioni in italiano delle opere in cui ha recitato, Bronson Webb è stato doppiato da:
- Emiliano Coltorti in Still Life, Back to Black
- Davide Quatraro in Chromophobia
- Corrado Conforti ne Il Trono di Spade
- Flavio Aquilone in Robin Hood
- Federico Zanandrea in Pusher
- Paolo Siervo in Kill Your Friends
- Alessandro Delfino in Victor - La storia segreta del dott. Frankenstein
- Gianluca Crisafi in Strike
- Giorgio Paoni in Ted Lasso